# Пысин, Алексей Васильевич
Алексей Васильевич Пы́син (бел. Аляксей Васільевіч Пысін; 22 марта 1920 — 27 августа 1981, Могилёв) — белорусский советский поэт, переводчик и журналист, редактор. Заслуженный работник культуры БССР (1980).

## Биография
Родился 22 марта 1920 года в крестьянской семье в деревне Высокий Борок (ныне Краснопольского района, Беларусь).
Получил среднее образование в Палужской школе Краснопольского района. В 1938 году поступил в Коммунистический институт журналистики имени С. М. Кирова в Минске. Со второго курса был направлен на работу в редакцию районной газеты города Бельска (Белостокская область Белорусской ССР).
В 1941—1945 годах — в рядах РККА. Участвовал в боях на Западном, Калининском, Ленинградском, 1-м и 2-м Прибалтийском фронтах во время Великой Отечественной войны. Был дважды ранен. Член ВКП(б) с 1944 года. Член СП СССР с 1950 года.
В 1946—1948 годах работал в районной газете города Краснополья «Чырвоны сцяг», затем в областной газете «За Радзіму» (1949—1950). С 1954 года — редактор районной газеты Черикова. В 1958 году окончил Высшие литературные курсы в Москве. С 1958 года работал в редакции областной газеты «Магілёўская праўда». В 1974—1981 годах являлся секретарем Могилёвского областного отделения Союза писателей Белорусской ССР.
Умер 27 августа 1981 года в Могилёве. Похоронен на Центральном кладбище.

## Творчество
Литературной деятельностью занимался с 1938 года. Первое стихотворение было напечатано в белорусской газете «Чырвоная змена». Испытал на себе влияние поэзии М. Лермонтова, Т. Шевченко, Я. Купалы, Я. Журбы, М. Чарота.
В основе многих произведений поэта лежат фронтовые воспоминания, экзистенциальные размышления. Диапазон поэтического таланта Алексея Пысина включает и гражданский патриотический пафос, и тонкий лиризм. Особое место в творчестве А. В. Пысина занимают произведения для детей.

### Книги поэзии
- Сборник стихотворений бел. «Наш дзень» («Наш день») (1951)
- Сборник стихотворений бел. «Сіні ранак» («Синее утро») (1959)
- Сборник стихотворений бел. «Сонечная паводка» («Солнечное половодье») (1962)
- Сборник стихотворений бел. «Мае мерыдыяны» («Мои меридианы») (1965)
- Сборник стихотворений бел. «Твае далоні» («Твои ладони») (1967, Государственная премия Белорусской ССР имени Янки Купалы 1968)
- Сборник избранного бел. «Пойма» («Пойма») (1968)
- Сборник стихотворений бел. «Да людзей ідучы» («К людом идя») (1972)
- Сборник стихотворений бел. «Вярбовы мост» («Вербный мост») (1974)
- Сборник стихотворений бел. «Вершы» («Стихи») (1976)
- Сборник стихотворений бел. «Ёсць на свеце мой алень» («Есть в мире мой олень») (1978)
- Сборник стихотворений бел. «Палёт» («Полёт») (1982)
- Сборник стихотворений бел. «Яшчэ ня скончана дарога» («Еще не окончен путь») (1983)
- Пысін, А. В. Выбраныя творы : У 2 т. / Прадм. Р. Бярозкіна. — Т. 1 : Вершы, 1948—1966. — Мінск : Мастацкая літаратура, 1980. — 303 с.
- Пысін, А. В. Выбраныя творы : У 2 т. / Прадм. Р. Бярозкіна. — Т. 2 : Вершы, 1967—1977, паэмы, казкі. — Мінск : Мастацкая літаратура, 1980. — 335 с.
- Пысін, А. В. Збор твораў : У 2 т. / Уклад. В. Ракава ; Прадм. В. Карамазава. — Т. 1 : Вершы. — Мінск : Мастацкая літаратура, 1989. — 399 с.
- Пысін, А. В. Збор твораў : У 2 т. / Уклад. В. Ракава ; Прадм. В. Карамазава. — Т. 2 : Паэмы, творы для дзяцей, пераклады. — Мінск : Мастацкая літаратура, 1989. — 254 с.

### Произведения для детей
- Сборник стихотворений бел. «Матылёчкі-матылі» («Бабочки-мотыльки») (1962)
- Сборник стихотворений бел. «Вясёлка над плёсам» («Радуга над плёсом») (1964)
- Сборник стихотворений бел. «Кавылёк» («Ковылёк») (1966)
- Поэма бел. «Дзяўчынка Марыям» («Девочка Мариам») (1970)
- Сборник стихотворений и поэм бел. «Колькі сонцаў!» («Сколько солнц!») (1979)
- Сборник стихотворений и поэм бел. «Аляксей, Дзяніс, Алёнка» («Алексей, Денис, Алёнка») (1984)

### Переводы
- «Моабитская тетрадь» Мусы Джалиля (с С. Гаврусевым; 1975)
- «Журавли над степью» Михаила Хонинова (1977)

### Публицистика
- Книга о народных песнях и их исполнителях бел. «Бярозка ля кожных варот» («Берёзка у каждых ворот») (1972)

### Издания Алексея Пысина на русском языке
- Пысин, А. В. Меридианы : стихи и поэмы / А. В. Пысин; пер. с бел. Глеба Пагирева. — Ленинград : Советский писатель, 1968. — 151 с.

## Награды и премии
- Государственная премия БССР имени Янки Купалы (1977) — за книгу стихов «Твае далоні».
- Орден Дружбы народов (посмертно)
- Медали

## Память
- Имя Алексей Пысина присвоено Палужской средней школе, в школе создан посвященный писателю музей[3].
- В Могилёвской областной библиотеке проводятся Пысинские чтения.
- В честь Алексея Пысина названа одна из улиц Могилёва.
- На доме Алексея Васильевича Пысина в Могилёве открыта мемориальная доска.
- На могиле писателя в Могилёве установлена стела.